# العلاقات الألبانية الإسواتينية
العلاقات الألبانية الإسواتينية هي العلاقات الثنائية التي تجمع بين ألبانيا وإسواتيني.

## مقارنة بين البلدين
هذه مقارنة عامة ومرجعية للدولتين:
| وجه المقارنة                                              | ألبانيا                                                    | إسواتيني                                   |
| --------------------------------------------------------- | ---------------------------------------------------------- | ------------------------------------------ |
| المساحة (كم2)                                             | 28.75 ألف                                                  | 17.36 ألف                                  |
| عدد السكان (نسمة)                                         | 3.02 مليون                                                 | 1.37 مليون                                 |
| الكثافة السكانية (ن./كم²)                                 | 105.04                                                     | 78.92                                      |
| العاصمة                                                   | تيرانا                                                     | لوبامبا، مبابان                            |
| اللغة الرسمية                                             | اللغة الألبانية                                            | لغة إنجليزية، لغة سوازي                    |
| العملة                                                    | ليك ألباني                                                 | ليلانغيني سوازيلندي                        |
| الناتج المحلي الإجمالي (بليون دولار)                      | 13.04 مليار                                                | 4.41 مليار                                 |
| الناتج المحلي الإجمالي (تعادل القوة الشرائية) بليون دولار | 33.17 مليار                                                | 11.13 مليار                                |
| الناتج المحلي الإجمالي الاسمي للفرد دولار أمريكي          | 3.94 ألف                                                   | 3.20 ألف                                   |
| الناتج المحلي الإجمالي للفرد دولار أمريكي                 | 11.11 ألف                                                  | 8.29 ألف                                   |
| مؤشر التنمية البشرية                                      | 0.764                                                      | 0.531                                      |
| رمز المكالمات الدولي                                      | +355                                                       | +268                                       |
| رمز الإنترنت                                              | .al                                                        | .sz                                        |
| المنطقة الزمنية                                           | توقيت وسط أوروبا، ت ع م+01:00، ت ع م+02:00، أوروبا/تيرانا ‏ | التوقيت القياسي لجنوب أفريقيا، ت ع م+02:00 |

## منظمات دولية مشتركة
يشترك البلدان في عضوية مجموعة من المنظمات الدولية، منها:
| علم المنظمة | اسم المنظمة                               | تاريخ انضمام ألبانيا | تاريخ انضمام إسواتيني |
| ----------- | ----------------------------------------- | -------------------- | --------------------- |
|             | الاتحاد البريدي العالمي                   | ?                    | ?                     |
|             | مؤسسة التنمية الدولية                     | 15 أكتوبر 1991       | 22 سبتمبر 1969        |
|             | منظمة حظر الأسلحة الكيميائية              | ?                    | ?                     |
|             | منظمة التجارة العالمية                    | ?                    | ?                     |
|             | الأمم المتحدة                             | 14 ديسمبر 1955       | 24 سبتمبر 1968        |
|             | وكالة ضمان الاستثمار متعدد الأطراف        | 15 أكتوبر 1991       | 18 أبريل 1990         |
|             | منظمة الشرطة الجنائية الدولية             | ?                    | ?                     |
|             | مؤسسة التمويل الدولية                     | 15 أكتوبر 1991       | 22 سبتمبر 1969        |
|             | الاتحاد الدولي للاتصالات                  | 2 يونيو 1922         | 11 نوفمبر 1970        |
|             | البنك الدولي للإنشاء والتعمير             | 15 أكتوبر 1991       | 22 سبتمبر 1969        |
|             | المركز الدولي لتسوية المنازعات الاستشارية | 14 نوفمبر 1991       | 14 يوليو 1971         |
|             | يونسكو                                    | 16 أكتوبر 1958       | 25 يناير 1978         |

## وصلات خارجية
- موقع وزارة الخارجية الألبانية